# Sylvie von Frankenberg
Sylvie von Frankenberg (* 19. Mai 1949 in Solingen als Sylvia Verena Maria von Frankenberg und Ludwigsdorff) ist eine deutsche Autorin.

## Leben
Nach dem Studium ging sie nach Frankreich und lebte zehn Jahre in Paris. Von dort aus berichtete sie für deutsche Sendeanstalten über die französische Gesellschaft. Dort lernte sie Ulrich Wickert kennen, den sie im Februar 1969 in Bonn heiratete. 1969 kam auch die gemeinsame Tochter zur Welt. Im November 1995 wurde die Ehe geschieden.
Zusammen mit Katrin von Glasow verfasste sie drei historische Romane.

## Werke
- Henry und Alienor – München : Schneekluth, 1998
- Der Bastard – München : Schneekluth, 1999
- Der vierte König – München : Knaur-Taschenbuch-Verl., 2005